# Campeonato Mundial de Patinaje Artístico sobre Hielo de 1907
El XII Campeonato Mundial de Patinaje Artístico se realizó en Viena (Imperio austrohúngaro) entre el 21 y el 22 de enero de 1907 bajo la organización de la Unión Internacional de Patinaje sobre Hielo (ISU) y la Federación Austriaca de Patinaje sobre Hielo. 

## Resultados

### Masculino
| Puesto | Nombre         | País              | Puntos |
| ------ | -------------- | ----------------- | ------ |
| Oro    | Ulrich Salchow | Suecia            | 5      |
| Plata  | Max Bohatsch   | Imperio austríaco | 11     |
| Bronce | Gilbert Fuchs  | Alemania          | 12     |

### Femenino
| Puesto | Nombre           | País              | Puntos |
| ------ | ---------------- | ----------------- | ------ |
| Oro    | Madge Syers-Cave | Reino Unido       | 5      |
| Plata  | Jenny Herz       | Imperio austríaco | 12     |
| Bronce | Lily Kronberger  | Hungría           | 13     |

## Medallero
| Núm. | País              | Oro | Plata | Bronce | Total |
| ---- | ----------------- | --- | ----- | ------ | ----- |
| 1    | Reino Unido       | 1   | 0     | 0      | 1     |
| 1    | Suecia            | 1   | 0     | 0      | 1     |
| 3    | Imperio austríaco | 0   | 2     | 0      | 2     |
| 4    | Alemania          | 0   | 0     | 1      | 1     |
| 4    | Hungría           | 0   | 0     | 1      | 1     |
|      | TOTAL             | 2   | 2     | 2      | 6     |

| Predecesor: Alemania - Suiza 1906 | Campeonato Mundial de Patinaje Artístico sobre Hielo 1907 | Sucesor: Austria-Hungría - Rusia 1908 |

- Datos: Q700326